# مارتیناس آندریوشکویچیوس
مارتیناس آندریوشکویچیوس (انگلیسی: Martynas Andriuškevičius؛ زادهٔ ۱۲ مارس ۱۹۸۶) بازیکن بسکتبال اهل لیتوانی است.

## حرفه
از باشگاه‌هایی که در آن بازی کرده‌است می‌توان به کلیولند کاوالیرز اشاره کرد.
وی در مسابقات کشوری و بین‌المللی در مجموع برندهٔ ۱ مدال برنز شده‌است.